# 2011 QF99
2011 QF99 és el primer i, a partir del 2015, l'únic troià conegut d'Urà. Va ser descobert el 2011 durant un profund estudi dels objectes transneptunians dut a terme amb el Telescopi Canadà, França, Hawaii. Es creu que és d'uns 60 km de diàmetre, i se suposa que té una albedo de 0,05.
2011 QF99 orbita temporalment a prop del punt de Lagrange L4 d'Urà (que el porta Urà). Continuarà amb la libració al voltant de l'L4 durant almenys 70.000 anys i encara seguirà coorbitant a Urà fins a tres milions d'anys abans de convertir-se en un centaure.
2011 QF99 és doncs, un troià temporal d'Urà; és un centaure capturat fa algun temps.
Generalment els troians Urà s'espera que són inestables i cap d'ells es creu que són d'origen primordial. Una simulació ha portat a la conclusió que en un moment donat, el 0,4% dels centaures en la població dispersa dins de 34 ua serien coorbitals d'Urà, dels quals el 64% (0,256% de tots els centaures) estarien en òrbites de ferradura, el 10% (0,04%) serien quasi-satèl·lits, i el 26% (0,104%) serien troians (dividits equitativament entre els grups L₄ i L₅).